# National Natural Landmark
The National Natural Landmark (NNL) est un programme américain de conservation de sites remarquables de l'histoire naturelle des États-Unis. C'est le seul programme d'envergure nationale qui identifie et reconnaît les meilleurs exemples de la diversité biologique et des caractéristiques géologiques des zones naturelles, tant dans le public que dans les propriétés privées. Le programme a été établi le 18 mai 1962 par le secrétaire à l'Intérieur des États-Unis Stewart Lee Udall.

## Exemples

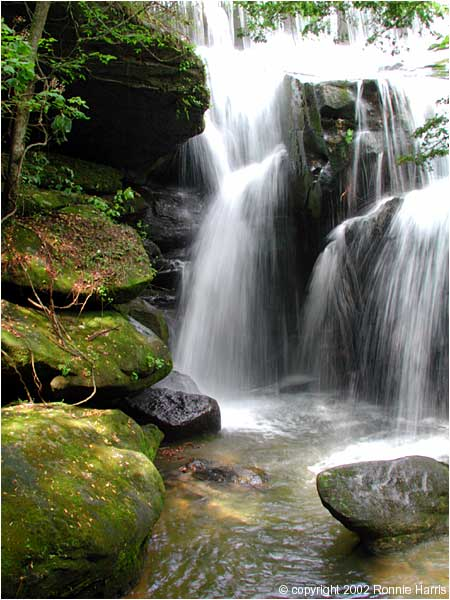
La cascade Rainbow, dans le Dismals Canyon, en Alabama.
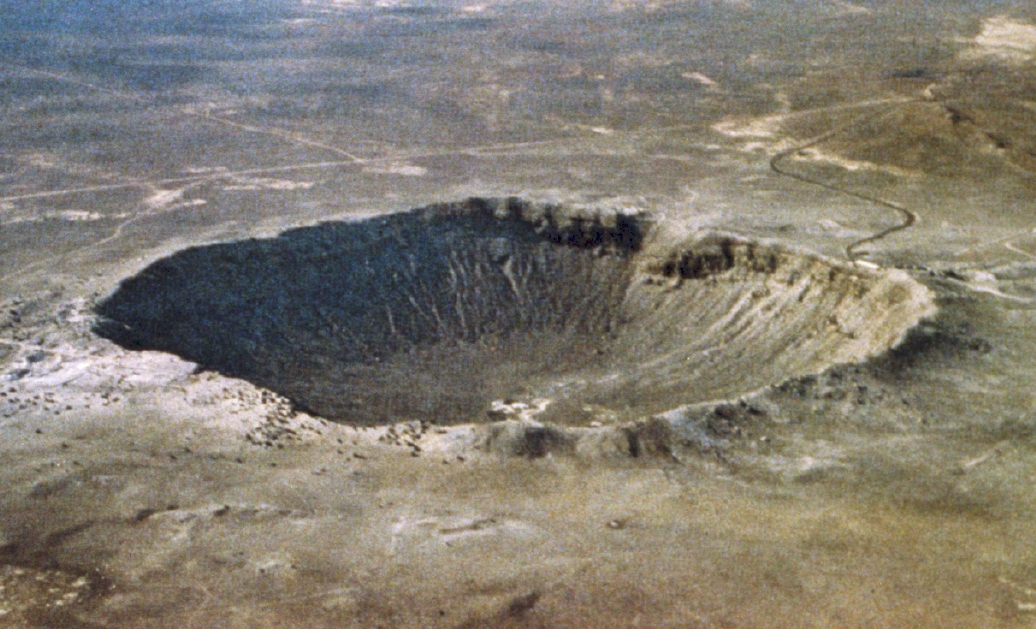
Meteor Crater, en Arizona.
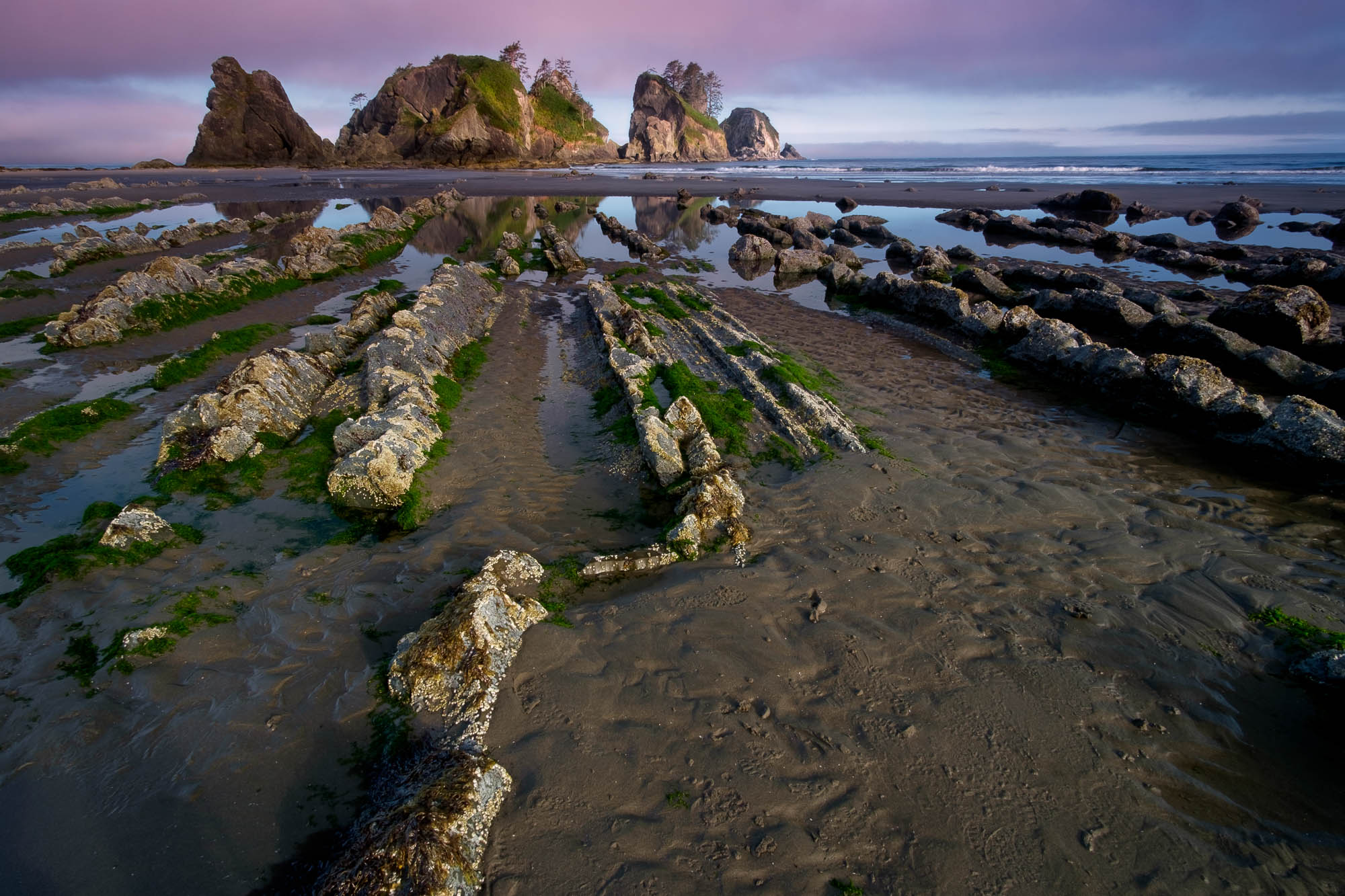
Le Point of Arches, cap sur l'océan Pacifique, dans l'État de Washington.
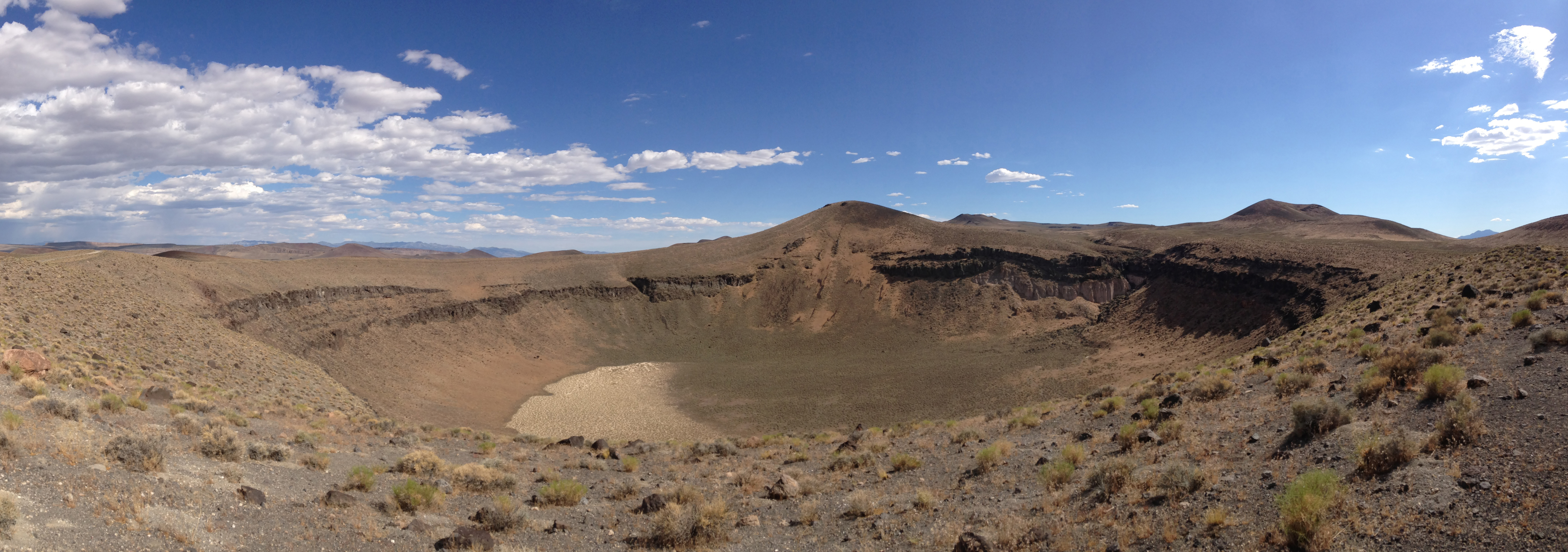
Lunar Crater, un cratère volcanique situé au centre du Nevada.